# (5042) Colpa
(5042) Colpa es un asteroide perteneciente al cinturón de asteroides, descubierto el 20 de junio de 1974 por el equipo del Observatorio Félix Aguilar desde el Complejo Astronómico El Leoncito, San Juan, Argentina.

## Designación y nombre
Designado provisionalmente como 1974 ME. Fue nombrado Colpa en homenaje a la palabra "colpa" utilizada por los aborígenes huarpes de Argentina para referirse a aquellas piedras que, a su juicio, estaban compuestas de minerales puros. La agricultura y la minería fueron las dos actividades más importantes de los huarpes, que florecieron en lo que hoy es la provincia de San Juan, donde se descubrió este asteroide.

## Características orbitales
Colpa está situado a una distancia media del Sol de 3,008 ua, pudiendo alejarse hasta 3,149 ua y acercarse hasta 2,867 ua. Su excentricidad es 0,046 y la inclinación orbital 11,05 grados. Emplea 1905,85 días en completar una órbita alrededor del Sol.

## Características físicas
La magnitud absoluta de Colpa es 11,5. Tiene 17,846 km de diámetro y su albedo se estima en 0,138.